# Christian Obodo
Christian Obodo (Warri, 11 mei 1984) is een Nigeriaans voetballer die bij voorkeur als middenvelder speelt. Hij verruilde in juli 2014 SC Olhanense voor Skoda Xanthi. Obodo debuteerde in 2004 in het Nigeriaans voetbalelftal.
Obodo werd in juni 2012 ontvoerd in de buurt van de stad Warri. Hij werd de volgende dag bevrijd door de Nigeriaanse politie.
1 Enyeama ·
2 Yobo ·
3 Taiwo ·
4 Kanu ·
5 Odiah ·
6 Enakarhire ·
7 Utaka ·
8 Mikel ·
9 Martins ·
10 Okocha ·
11 Lawal ·
12 Ejide ·
13 Yussuf ·
14 Obinna ·
15 Obiefule ·
16 Oruma ·
17 Aghahowa ·
18 Obodo ·
19 Makinwa ·
20 Odemwingie ·
21 Nwaneri ·
22 Kaita ·
23 Aiyenugba ·
Coach: Eguavoen